# Maciej Kliś
Maciej Kliś (ur. 1 czerwca 1975 w Krakowie) – polski prawnik, adwokat, od 2024 członek Państwowej Komisji Wyborczej oraz wiceprezes Banku Gospodarstwa Krajowego.

## Życiorys
W 1999 ukończył prawo na Uniwersytecie Jagiellońskim, przez 2 lata studiował także historię na Uniwersytecie Pedagogicznym im. KEN w Krakowie. W trakcie nauki działał w Towarzystwie Biblioteki Słuchaczów Prawa Uniwersytetu Jagiellońskiego i Niezależnym Zrzeszeniu Studentów, prowadził także audycję radiową o tematyce kulturalnej. Odbył studia doktoranckie z zakresu prawa karnego, prowadził zajęcia na macierzystej uczelni i był stypendystą Uniwersytetu Harvarda w zakresie prawa internetu. W 2003 zdał egzamin adwokacki. W tym samym roku rozpoczął prowadzenie własnej kancelarii prawniczej. Zajął się sprawami karnymi, reprezentował klientów m.in. przed Sportowym Sądem Arbitrażowym w Lozannie.
W 2023 został zgłoszony przez klub parlamentarny Polskiego Stronnictwa Ludowego na członka Państwowej Komisji Wyborczej. Sejm X kadencji wybrał go na to stanowisko 21 grudnia 2023. Stanowisko objął w marcu 2024. W kwietniu tego samego roku został powołany na stanowisko wiceprezesa zarządu Banku Gospodarstwa Krajowego.

## Życie prywatne
Żonaty, ma dwoje dzieci. Zajmował się sportem, uzyskał tytuł mistrza międzynarodowego w ramach Polskiego Związku Brydża Sportowego. Należał do sekcji brydżowej Towarzystwa Sportowego Wisła Kraków.